# Nicolò Napoli
Nicolò Napoli (Palermo, 7 febbraio 1962) è un allenatore di calcio, ex calciatore ed ex giocatore di calcio a 5 italiano, di ruolo difensore, direttore tecnico del FCU Craiova.

## Carriera

### Giocatore
Cresciuto nel vivaio del Palermo, passa poi al Tommaso Natale. Viene quindi prelevato dal Messina. Successivamente giocò nella Cavese e poi nel Benevento, prima di tornare al Messina dove rimase per tre stagioni. Nel 1987 venne ingaggiato dalla Juventus. Rimane in bianconero per quattro stagioni raccogliendo 94 presenze ufficiali con 6 gol, dei quali il più importante lo realizzò il 28 gennaio del 1990 allo stadio Comunale di Torino contro l'Inter, sconfitta dalla sua rete. Con la Juventus vinse una Coppa Italia e una Coppa UEFA nella stagione 1989-1990.

Napoli (in primo piano) alla Juventus nel 1989, alle prese con l'azzurro De Napoli.

Nel 1991 viene ceduto al Cagliari dove rimane fino al 1996, quando scende in Serie B nelle file della Reggina. L'ultimo suo sprazzo di carriera come calciatore lo vive ancora in Sardegna, dove è stato protagonista tra i più validi nella storia del Cagliari post-scudetto, mettendo a referto tre presenze nel Tempio, nel campionato di Serie C2 1997-1998.
Nella stagione 1998-1999 si cimenta con il calcio a 5 giocando nel Cagliari, in Serie A; l'impatto con la disciplina non è tuttavia incoraggiante: il giocatore scende in campo in quattro occasioni, mettendo a segno una rete.

### Allenatore
Comincia la sua carriera da allenatore nel 2002 al Moncalieri, per poi passare l'anno successivo al Vado. Nella stessa stagione si trasferisce in Romania, chiamato dall'FCU Craiova, dove continua la sua carriera di allenatore, tranne un biennio ad Orbassano tra il 2005 e il 2007.
Dal 13 ottobre 2014 allena il CSMS Iasi, divenuto nel 2016 Politehnica Iași con cui interrompe nel giugno 2016.
Nell'estate del 2018 viene chiamato dall'FCU Craiova, club fallito nel 2013, ripartito dalla categorie minori e in quel momento in Liga III. Dopo una promozione in Liga II viene esonerato nell'ottobre 2020. L'anno successivo subentra con il Politehnica Iași ma non viene confermato a fine stagione, terminata con la retrocessione. Nel gennaio 2022 subentra sulla panchina del FCU Craiova nel frattempo promosso nella massima categoria. Alla fine della stagione Napoli lascia ancora il Craiova per mancato accordo con il club. A novembre però ne diventa, ancora una volta, allenatore, con contratto fino alla fine stagione.
Di nuovo non gli viene rinnovato il contratto e rimane svincolato ma il 5 marzo 2024, per l'ennesima volta, viene richiamato in panchina del team di Craiova fino a fine stagione.

## Statistiche

### Statistiche da allenatore
Statistiche aggiornate all'26 luglio 2025. In grassetto le competizioni vinte.
| Stagione                   | Squadra                    | Campionato                 | Campionato | Campionato | Campionato | Campionato | Coppe nazionali | Coppe nazionali | Coppe nazionali | Coppe nazionali | Coppe nazionali | Coppe continentali | Coppe continentali | Coppe continentali | Coppe continentali | Coppe continentali | Altre coppe | Altre coppe | Altre coppe | Altre coppe | Altre coppe | Totale | Totale | Totale | Totale | % Vittorie | Piazzamento      |
| Stagione                   | Squadra                    | Comp                       | G          | V          | N          | P          | Comp            | G               | V               | N               | P               | Comp               | G                  | V                  | N                  | P                  | Comp        | G           | V           | N           | P           | G      | V      | N      | P      | %          | Piazzamento      |
| -------------------------- | -------------------------- | -------------------------- | ---------- | ---------- | ---------- | ---------- | --------------- | --------------- | --------------- | --------------- | --------------- | ------------------ | ------------------ | ------------------ | ------------------ | ------------------ | ----------- | ----------- | ----------- | ----------- | ----------- | ------ | ------ | ------ | ------ | ---------- | ---------------- |
| gen.-mag. 2002             | Moncalieri                 | D                          | 18         | 0          | 3          | 15         | CI-D            | -               | -               | -               | -               | -                  | -                  | -                  | -                  | -                  | -           | -           | -           | -           | -           | 18     | 0      | 3      | 15     | &0,00      | Sub. 18° (retr.) |
| gen.-mag. 2003             | Vado                       | D                          | 18+2       | 7+1        | 3+0        | 8+1        | CI-D            | -               | -               | -               | -               | -                  | -                  | -                  | -                  | -                  | -           | -           | -           | -           | -           | 20     | 8      | 3      | 9      | 40,00      | Sub. 18° (retr.) |
| dic. 2003-mar. 2004        | FCU Craiova                | DA                         | 3          | 0          | 1          | 2          | CR              | -               | -               | -               | -               | -                  | -                  | -                  | -                  | -                  | -           | -           | -           | -           | -           | 3      | 0      | 1      | 2      | &0,00      | Sub. eson.       |
| 2005-2006                  | Orbassano                  | D                          | 34+6       | 14+4       | 12+0       | 8+2        | CI-D            | 2               | 1               | 0               | 1               | -                  | -                  | -                  | -                  | -                  | -           | -           | -           | -           | -           | 42     | 19     | 12     | 11     | 45,24      | 5°               |
| 2006-2007                  | Orbassano                  | D                          | 34+1       | 12+0       | 16+0       | 6+1        | CI-D            | 2               | 1               | 0               | 1               | -                  | -                  | -                  | -                  | -                  | -           | -           | -           | -           | -           | 37     | 13     | 16     | 6      | 35,14      | 4°               |
| Totale Orbassano           | Totale Orbassano           | Totale Orbassano           | 75         | 30         | 28         | 17         |                 | 4               | 2               | 0               | 2               |                    | -                  | -                  | -                  | -                  |             | -           | -           | -           | -           | 79     | 32     | 28     | 19     | 40,51      |                  |
| ott. 2007-2008             | FCU Craiova                | LI                         | 24         | 9          | 7          | 8          | CR              | -               | -               | -               | -               | -                  | -                  | -                  | -                  | -                  | -           | -           | -           | -           | -           | 24     | 9      | 7      | 8      | 37,50      | Sub. 9°          |
| 2008-mag. 2009             | FCU Craiova                | LI                         | 31         | 14         | 11         | 6          | CR              | 2               | 1               | 0               | 1               | -                  | -                  | -                  | -                  | -                  | -           | -           | -           | -           | -           | 33     | 15     | 11     | 7      | 45,45      | Eson.            |
| 2009-apr. 2010             | Astra Ploiești             | LI                         | 24         | 6          | 7          | 11         | CR              | 3               | 1               | 1               | 1               | -                  | -                  | -                  | -                  | -                  | -           | -           | -           | -           | -           | 27     | 7      | 8      | 12     | 25,93      | Sub. eson.       |
| gen.-apr. 2011             | FCU Craiova                | LI                         | 5          | 0          | 2          | 3          | CR              | -               | -               | -               | -               | -                  | -                  | -                  | -                  | -                  | -           | -           | -           | -           | -           | 5      | 0      | 2      | 3      | &0,00      | Sub. Sos.        |
| set.-dic. 2012             | Turnu Severin              | LI                         | 12         | 2          | 3          | 7          | CR              | 2               | 1               | 0               | 1               | -                  | -                  | -                  | -                  | -                  | -           | -           | -           | -           | -           | 14     | 3      | 3      | 8      | 21,43      | Sub. eson.       |
| 2013-feb. 2014             | FCU Craiova                | LII                        | 14         | 4          | 5          | 5          | CR              | 3               | 2               | 0               | 1               | -                  | -                  | -                  | -                  | -                  | -           | -           | -           | -           | -           | 17     | 6      | 5      | 6      | 35,29      | Eson.            |
| ott. 2014-2015             | FC Politehnica Iași        | LI                         | 24         | 11         | 6          | 7          | CR+CLR          | 1+1             | 0+0             | 0+0             | 1+1             | -                  | -                  | -                  | -                  | -                  | -           | -           | -           | -           | -           | 26     | 11     | 6      | 9      | 42,31      | Sub. 10°         |
| 2015-2016                  | FC Politehnica Iași        | LI                         | 26+14      | 9+5        | 10+5       | 7+4        | CR+CLR          | 3+1             | 1+0             | 1+0             | 1+1             | -                  | -                  | -                  | -                  | -                  | -           | -           | -           | -           | -           | 44     | 15     | 16     | 13     | 34,09      | 7°               |
| lug.-set. 2016             | FC Politehnica Iași        | LI                         | 11         | 3          | 3          | 5          | CR+CLR          | 0+1             | 0+0             | 0+0             | 0+1             | UEL                | 2                  | 0                  | 1                  | 1                  | -           | -           | -           | -           | -           | 14     | 3      | 4      | 7      | 21,43      | Eson.            |
| ott. 2018-mar. 2019        | FCU Craiova                | LIII                       | 11         | 7          | 3          | 1          | CR              | -               | -               | -               | -               | -                  | -                  | -                  | -                  | -                  | -           | -           | -           | -           | -           | 11     | 7      | 3      | 1      | 63,64      | Sub. eson.       |
| set.-ott. 2020             | FCU Craiova                | LII                        | 7          | 5          | 2          | 0          | CR              | 1               | 0               | 1               | 0               | -                  | -                  | -                  | -                  | -                  | -           | -           | -           | -           | -           | 8      | 5      | 3      | 0      | 62,50      | Eson.            |
| mar.-mag. 2021             | FC Politehnica Iași        | LI                         | 5+9        | 3+2        | 0+1        | 2+6        | CR              | -               | -               | -               | -               | -                  | -                  | -                  | -                  | -                  | -           | -           | -           | -           | -           | 14     | 5      | 1      | 8      | 35,71      | Sub. 16° (retr.) |
| Totale FC Politehnica Iași | Totale FC Politehnica Iași | Totale FC Politehnica Iași | 89         | 33         | 25         | 31         |                 | 7               | 1               | 1               | 5               |                    | 2                  | 0                  | 1                  | 1                  |             | -           | -           | -           | -           | 98     | 34     | 27     | 37     | 34,69      |                  |
| gen.-mag. 2022             | FCU Craiova                | LI                         | 10+9       | 5+5        | 2+2        | 3+2        | CR              | -               | -               | -               | -               | -                  | -                  | -                  | -                  | -                  | -           | -           | -           | -           | -           | 19     | 10     | 4      | 5      | 52,63      | Sub. 10°         |
| nov. 2022-2023             | FCU Craiova                | LI                         | 13+9+2     | 7+4+0      | 3+4+1      | 3+1+1      | CR              | 3               | 2               | 0               | 1               | -                  | -                  | -                  | -                  | -                  | -           | -           | -           | -           | -           | 8      | 5      | 3      | 0      | 62,50      | Sub. 7°          |
| mar.-apr. 2024             | FCU Craiova                | LI                         | 1+2        | 0+0        | 0+0        | 1+2        | CR              | 1               | 0               | 1               | 0               | -                  | -                  | -                  | -                  | -                  | -           | -           | -           | -           | -           | 4      | 0      | 1      | 3      | &0,00      | Sub. eson.       |
| Totale FCU Craiova         | Totale FCU Craiova         | Totale FCU Craiova         | 141        | 60         | 43         | 38         |                 | 10              | 5               | 2               | 3               |                    | -                  | -                  | -                  | -                  |             | -           | -           | -           | -           | 151    | 65     | 45     | 41     | 43,05      |                  |
| Totale carriera            | Totale carriera            | Totale carriera            | 379        | 139        | 112        | 128        |                 | 26              | 10              | 4               | 12              |                    | 2                  | 0                  | 1                  | 1                  |             | -           | -           | -           | -           | 407    | 149    | 117    | 141    | 36,61      |                  |

## Palmarès

### Giocatore

#### Competizioni nazionali
- Coppa Italia: 1

Juventus: 1989-1990
- Campionato italiano Serie C1: 1

Messina: 1985-1986 (girone B)
- Campionato italiano Serie C2: 1

Messina: 1982-1983 (girone D)

#### Competizioni internazionali
- Coppa UEFA: 1

Juventus: 1989-1990